# Hans Jungwirth
Hans Jungwirth (* 17. Februar 1922 in Kaltenbach im Zillertal; † 13. Jänner 1993 in Natters) war ein österreichischer Politiker (SPÖ) und Finanzbeamter. Er war von 1958 bis 1962 Abgeordneter zum Tiroler Landtag und von 1962 bis 1975 Abgeordneter zum Nationalrat.

## Leben
Jungwirth schlug nach dem Besuch der Volksschule und des Gymnasiums die Laufbahn eines Finanzbeamten ein.
Jungwirth war Präsident beim Verein der Freunde des Haus des Meeres in Wien.

## Politik
Jungwirth war ab 1956 Vizebürgermeister der Gemeinde Pfaffenhofen und übte dort ab 1966 das Amt des Bürgermeisters aus. Zudem vertrat er die SPÖ von 1958 bis 1962 im Tiroler Landtag und war danach vom 14. Dezember 1962 bis zum 4. November 1975 Abgeordneter zum Nationalrat. Innerparteilich engagierte sich Jungwirth darüber hinaus als Bezirksparteivorsitzender der SPÖ-Innsbruck Land.